# Wegaf
Khutawyre Wegaf (hoặc Ugaf) là một pharaon thuộc vương triều thứ Mười Ba của Ai Cập. Ông được biết đến từ một vài nguồn, bao gồm một tấm bia đá và các bức tượng. Có một vị tướng quân được biết đến từ một đồ vật hình bọ hung với cùng tên gọi này, có lẽ chính là vị vua này.

## Chứng thực
Một vị vua với tên Khutawyre xuất hiện trên bản danh sách vua Turin như là vị vua đầu tiên thuộc vương triều thứ 13 của Ai Cập. Tuy nhiên, một số nhà nghiên cứu—đặc biệt là Kim Ryholt—lập luận rằng người soạn thảo nên bản danh sách vua này đã nhầm lẫn tên gọi Khutawyre với của Sekhemre Khutawy Sobekhotep và do đó đặt Wegaf như là vị pharaon đầu tiên thuộc vương triều thứ 13 khi mà đáng lẽ ra ông nên được đặt vào giai đoạn giữa của vương triều này. Đặc biệt, Sekhemre Khutawy Sobekhotep được Ryholt và các nhà Ai Cập học khác, bao gồm cả Darrell Baker, xem như là vị pharaon đầu tiên của vương triều thứ 13 và là một người con trai của Amenemhat IV.
Một tấm bia đá tìm thấy tại Abydos, có niên đại vào năm trị vì thứ 4 và dành để tướng nhớ tới việc giữ gìn con đường diễu hành trong vùng đất Wepwawet (Bảo tàng Ai Cập JE 35256) đã bị chiếm đoạt bởi Neferhotep I, nhưng Anthony Leahy đề xuất rằng ban đầu nó được Wegaf ban hành, một quan điểm được chia sẻ bởi Darell Baker nhưng lại không được Ryholt chấp nhận, ông ta thay vào đó đề xuất rằng người ban hành ban đầu của tấm bia đá này nhiều khả năng lại là một vị pharaon khác của vương triều thứ 13, Seth Meribre.